# Hölzerne Artikularkirche von Istebné

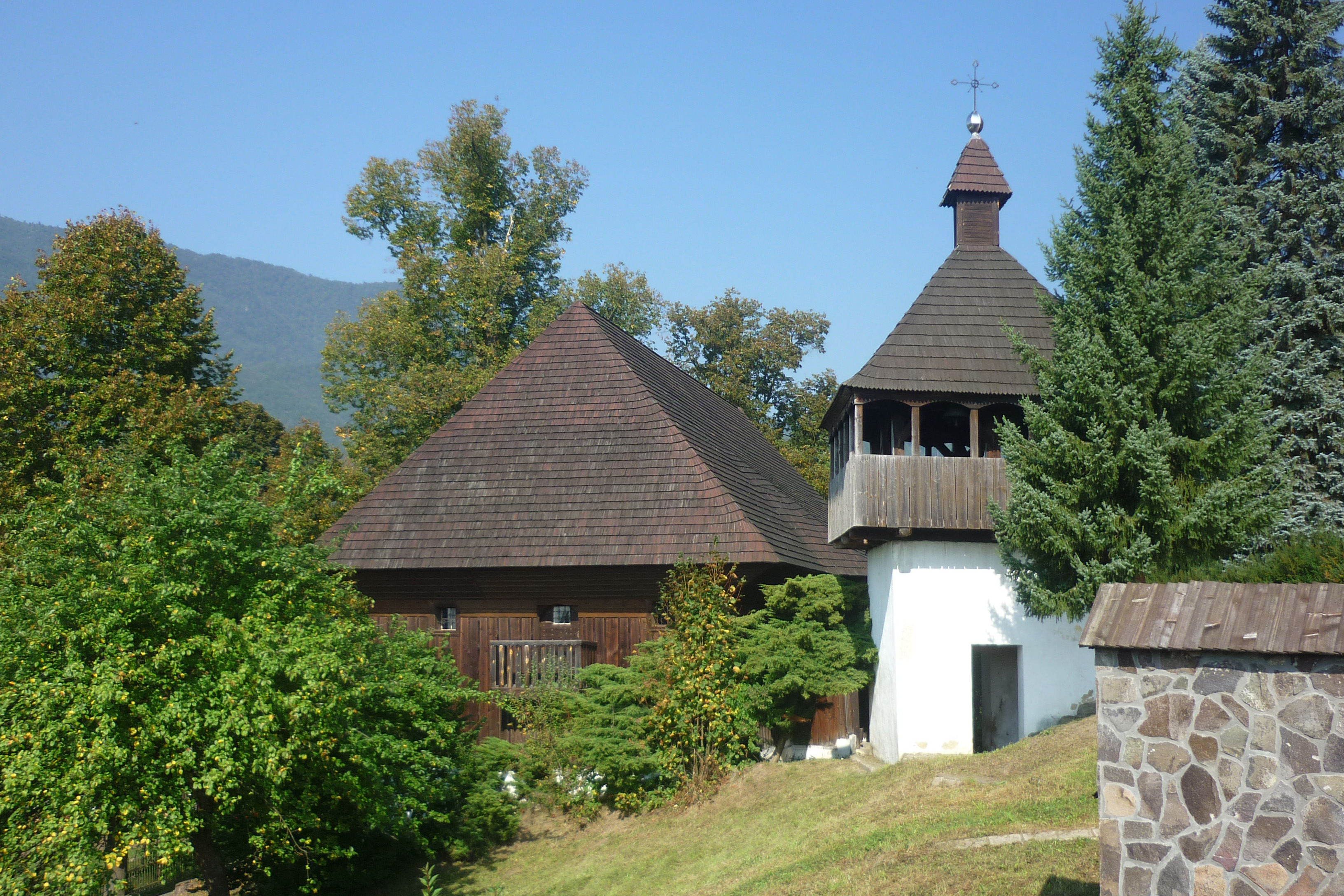
Artikularkirche in Istebné

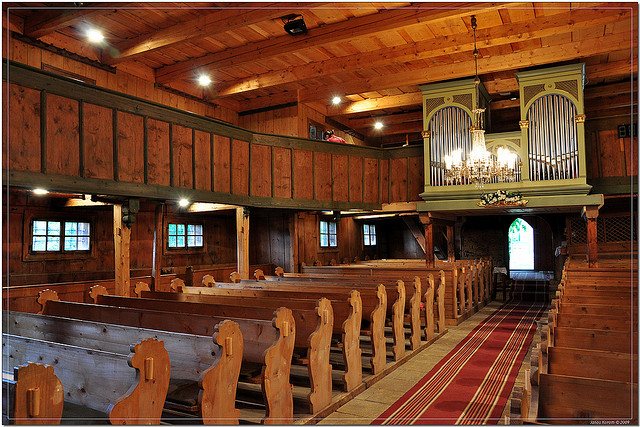
Das Innere der Kirche

Die evangelische Artikularkirche (slowakisch Artikulárny kostol) liegt im nordslowakischen Ort Istebné im Okres Dolný Kubín und ist eine von fünf verbleibenden hölzernen Artikularkirchen der Slowakei. Sie befindet sich im nördlichen Teil des bebauten Ortsgebiets auf der linken Seite des Baches Istebnianka.
Gebaut wurde die Kirche gemäß den Beschlüssen des Ödenburger Landtages von 1681, d. h., an einem festgelegten Standort, dazu höchstens zwei Kirchen pro Komitat sowie eine für jede königliche Freistadt. Im damaligen Komitat Arwa entstanden solche Kirchen in Istebné und in Leštiny (steht bis heute). Der 1686 gewählte und gutgeheißene Standort war ein auf einem Hang gelegenes Grundstück, das der evangelischen Gemeinde das Geschlecht Dávid zur Verfügung gestellt hatte. Noch im selben Jahr entstand dort ein kleines Bethaus aus Holz, das in den umliegenden Wäldern gewonnen wurde. Zu dieser Zeit waren nur die Krypta und der Altarraum fertig, die ganze Kirche mit dem Grundriss eines griechischen Kreuzes blieb unvollendet, vor allem wegen der schwierigen wirtschaftlichen Lage und politischen Unruhen. Auch die örtliche evangelische Gemeinde hatte nur zeitweise einen Prediger. Die finanzielle Notlage veranlasste 1695 den Gutsherren Franz Podhoráni zu einer Reise nach Schweden, wo er 1696 am königlichen Hof die Erlaubnis erhielt, eine Spendensammlung zu organisieren. Die Ergebnisse dieser Reise sind jedoch nicht bekannt. Erst 1730–1731 entstand die Kirche in der heutigen Form, als sie ein Schiff erhielt.
Der Sakralbau ist von Nordwesten (Eingang) nach Südosten (Altarraum) orientiert. Im Altarraum befindet sich eine Empore und unter ihr eine kleine Sakristei. Dort steht auch ein Altar mit Bildern der Dreifaltigkeit und des Letzten Abendmahls von 1698. An der nordwestlichen Seite steht hingegen eine große, U-förmige Empore. Die ursprüngliche Orgel von 1768 ist nicht erhalten, sie wurde 1931 durch ein neues Instrument ersetzt. Zur Einrichtung der Kirche gehören auch die Kanzel im Barockstil aus dem späten 17. Jahrhundert mit Figuren von Evangelisten, eine steinerne Taufe aus dem späten 18. Jahrhundert. In der Kirche befand sich auch eine reiche Ausmalung, in den 1990er Jahren wurde sie aber unsachgemäß erneuert, sodass die am künstlerischen Wert erheblich verlor, dazu wurden drei Tafelbilder aus der Kirche entwendet.
Vor der Kirche steht ein Glockenturm aus der ersten Hälfte des 18. Jahrhunderts.